# 嵩呼
嵩呼，通作「三呼」、「山呼」，是古時候群臣及黎民百姓祝頌天子，高呼「萬歲、萬歲、萬萬歲」，令皇帝感到幸福喜悅的祝辭。

## 典故
根據《史記·封禪書》及《漢書·武帝紀》記載，漢武帝於元封元年登嵩山，聞得三次萬歲之呼，問隨行皆表示未曾聽見，故將之視為祥瑞，大悅以三百戶封太室奉祠，命名為崇高邑。
《元史·禮樂志》對「元正受朝儀」作出明確的規定，宮殿之內的行禮由司儀唱贊，司儀唱贊「山呼」，行禮者回應「萬歲」；再唱贊「山呼」，再回應「萬歲」；終唱贊「再山呼」，回應「萬萬歲」。

## 引用
山呼一萬歲，直入九重城。——《皇帝感詞》四首之一，盧綸
聲教無為日，山呼萬歲聲。隆隆如谷響，合合似雷鳴。
翠拔為天柱，根盤倚鳳城。恭唯千萬歲，歲歲致昇平。——《壽春進祝聖七首·山呼萬歲》，貫休
山呼萬歲，華祝千秋。靜鞭三下響，衣冠拜冕旒。——《西遊記·第十回》，吳承恩

## 外部連結
- 嵩呼 （页面存档备份，存于），教育部重編國語辭典修訂本
- 山呼 （页面存档备份，存于），教育部重編國語辭典修訂本
- 维基文库中的相關文獻：山呼萬歲賦（以「聖德潛融，陰靈效祉」為韻）
- 维基文库中的相關文獻：山呼萬歲賦（以「大君升中，維嶽兆祥」為韻）